# لیدز (آلاباما)
لیدز (به انگلیسی: Leeds) شهری در شهرستان جفرسون ایالت آلاباما است که مساحت آن ۵۹٫۷۸ کیلومتر مربع است و در سرشماری سال ۲۰۱۰ میلادی، ۱۱٬۷۷۳ نفر جمعیت داشته و تراکم جمعیتی آن، ۱۹۶٫۹۴ نفر در هر کیلومتر مربع بوده است.